# Sidney Jones (compositore)
James Sidney Jones (Islington, 17 giugno 1861 – Kew, 29 gennaio 1946) è stato un direttore d'orchestra e compositore inglese molto noto per aver composto le partiture musicali per una serie di commedie musicali di successo nel tardo periodo vittoriano ed edoardiano. Il suo musical più famoso è stato The Geisha, ma molti dei suoi pezzi sono stati tra gli spettacoli più popolari dell'epoca, godendo di molte repliche, tournée internazionali e riprese.
Nel 1892, dopo nove anni passati a dirigere compagnie itineranti di operette britanniche per Alfred Cellier e George Edwardes, Edwardes ingaggiò Jones per dirigere diverse operette e commedie musicali a Londra. Jones aveva iniziato a comporre musica di scena e canzoni supplementari per alcuni degli spettacoli che aveva diretto e aveva persino scritto delle partiture proprie nel 1889 e nel 1892. Nel 1893 una delle sue canzoni, "Linger Longer, Loo", composta per il burlesque Don Juan del 1892 al Gaiety Theatre, diventò popolare in tutto il mondo di lingua inglese.
Il primo show di successo di Jones fu A Gaiety Girl (1893), uno dei primi grandi successi del genere Commedia musicale edoardiana. Seguirono una serie di successi di Jones: An Artist's Model (1894), The Geisha (1896), A Greek Slave (1898) e San Toy (1899). In seguito Jones ebbe successi meno frequenti e intensi, ma tra i suoi spettacoli più popolari figuravano My Lady Molly (1902), See See (1906), King of Cadonia (1908), The Girl from Utah (1913) e The Happy Day (1916).

## Biografia

### Primi anni e formazione

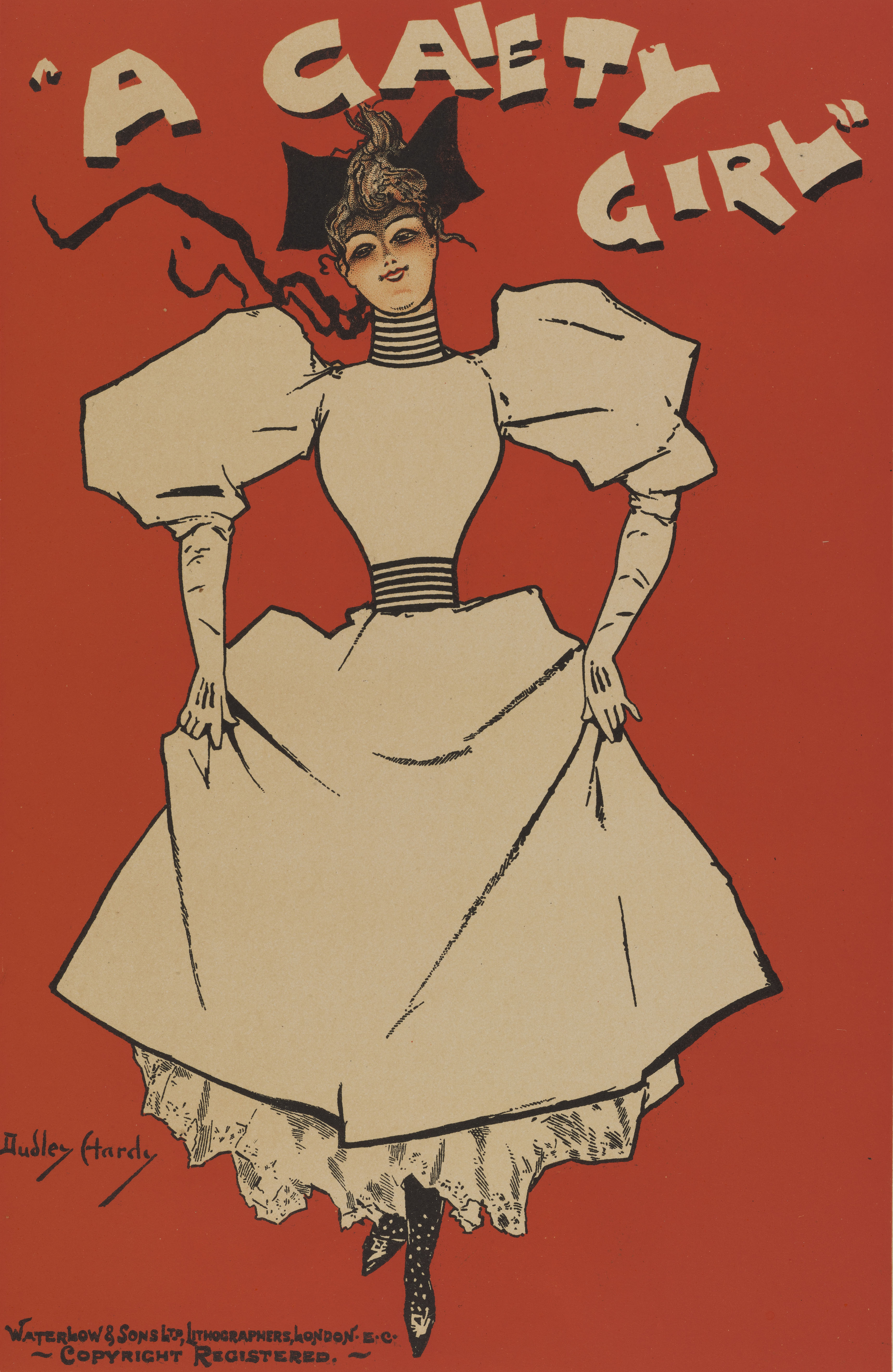
Poster teatrale

Jones nacque a Islington, a Londra. Suo padre, James Sidney Jones Sr. (1837-1914) originario del Suffolk, era un maestro di banda militare. Sua madre era Ann Jones, nata Eycott. Da bambino Jones si spostava di frequente quando suo padre veniva trasferito in nuove stazioni militari in Inghilterra e Irlanda. Il giovane Jones imparò a suonare una varietà di strumenti nella banda. A Dublino studiò con Sir Robert Stewart (1825-1894) del Trinity College. Successivamente la famiglia si trasferì a Leeds, dove suo padre divenne direttore dei Leeds Rifles, fu direttore musicale del Leeds Grand Theatre e in seguito diresse una band e la Spa Orchestra ad Harrogate. Jones era il figlio maggiore e il secondo di sei figli. Anche il fratello minore, Guy Sidney Jones (1875-1959), divenne direttore e un compositore tra le cui composizioni figurava The Gay Gordons (1907).
Nel 1885 Jones sposò Kate Linley, un'attrice, e dalla coppia nacquero cinque figli.

### Inizi della carriera
Jones acquisì la sua prima esperienza professionale suonando il clarinetto nella banda e nell'orchestra di suo padre. Teneva anche lezioni di piano. Nel 1882 fu ingaggiato come direttore per tournée di operette e altri pezzi di teatro musicale, come Les Cloches de Corneville di Robert Planquette e un popolare spettacolo musicale americano, Fun on the Bristol. Successivamente fece un tour con la famiglia Vokes e compose anche musiche di scena e canzoni per il loro spettacolo farsesco, In Camp. Nel 1886, l'attrice/produttrice Kate Santley ingaggiò Jones come direttore musicale per il tour del suo musical Vetah.
Jones lavorò poi per Henry Leslie per quasi quattro anni come direttore dei tour dell'opera comica di grande successo Dorothy di Alfred Cellier (con Lucy Carr Shaw, sorella di George Bernard Shaw), di Doris e The Red Hussar. Fu quindi direttore musicale per una tournée della piece del Gaiety Theatre Little Jack Sheppard con la gestione dell'attore J.J. Dallas. Successivamente George Edwardes lo assunse come direttore musicale per il tour del 1891 del Gaiety Theatre in America e Australia, dirigendo i burlesque Ruy Blas and the Blasé Roué e Cinder-Ellen Up-too-Late. Per un breve periodo tornò a dirigere nelle province britanniche, ma nel 1892, dopo nove anni di tournée, Edwardes assunse Jones per dirigere il musical In Town al Prince of Wales Theatre nel teatro del West End di Londra. Successivamente fu direttore musicale per un altro musical del West End, Morocco Bound (1893) e per la produzione londinese di The Gay Parisienne (1896).

### Primi successi compositivi

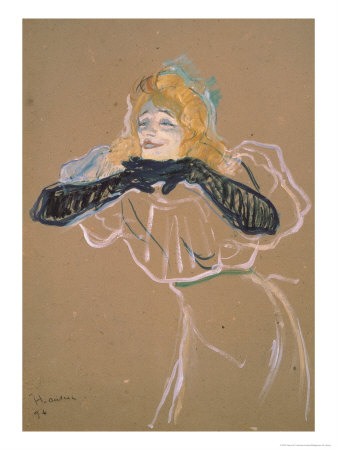
Yvette Guilbert canta "Linger Longer, Loo"

Mentre svolgeva questi incarichi direttivi, Jones aveva iniziato a comporre musica e musiche di scena necessarie per gli spettacoli da lui diretti. Nel 1889 scrisse la partitura della pantomima Aladdin II, che andò in scena a Leeds. Quando la compagnia itinerante di Edwardes produsse Cinder Ellen in Australia, Jones scrisse un numero di danza che fu aggiunto alla musica di Meyer Lutz. Jones compose anche un'operetta, Our Family Legend (1892), su libretto di Reginald Stockton, prodotta a Brighton. Nel 1893 una delle sue canzoni, "Linger Longer, Loo" fu aggiunta al burlesque Don Juan di Lutz del 1892 al Gaiety Theatre. La canzone divenne popolare in tutto il mondo di lingua inglese e ispirò un disegno di Toulouse-Lautrec di Yvette Guilbert che la cantava.
Nel 1893 per A Gaiety Girl, con un libretto di Owen Hall, Edwardes diede l'opportunità a Jones di scrivere la musica e il risultato fu uno spettacolo di successo che andò in scena per un lungo periodo e fece tournée a livello internazionale, ponendo la tendenza per un nuovo genere di teatro musicale popolare che divenne noto come Commedia musicale edoardiana. La ballata "Sunshine above" dello spettacolo era una famosa canzone da salotto. Lo stile di Jones era simile nella tecnica alla musica di Arthur Sullivan e Cellier, che Jones aveva diretto per così tanto tempo, ma era più leggera e ariosa, attraente per i gusti popolari dell'epoca.

### Al Daly's Theatre e gli anni successivi
Jones divenne presto compositore e direttore musicale del nuovo Daly's Theatre di George Edwardes. Dopo A Gaiety Girl Jones collaborò nuovamente con Hall e il paroliere Harry Greenbank per produrre un altro successo, An Artist's Model (1894), che durò per quindici mesi. A ciò seguirono tre delle commedie musicali di maggior successo degli anni '90: The Geisha (1896), A Greek Slave (1898) e San Toy (1899). Le opere musicali di Jones erano "scritte in uno stile musicalmente più sostanzioso dell'intrattenimento da peso piuma offerto dal Gaiety. I loro libretti sfoggiavano una solida e seria spina dorsale romantica (affidata all'eroe baritono Hayden Coffin e al soprano Marie Tempest) accanto ai loro elementi comici e soubrette e gli spartiti forniti da Jones, oltre al materiale più leggero, numeri sentimentali e drammatici, nonché alcuni gruppi e finali concertati toccanti e impegnativi dal punto di vista vocale".

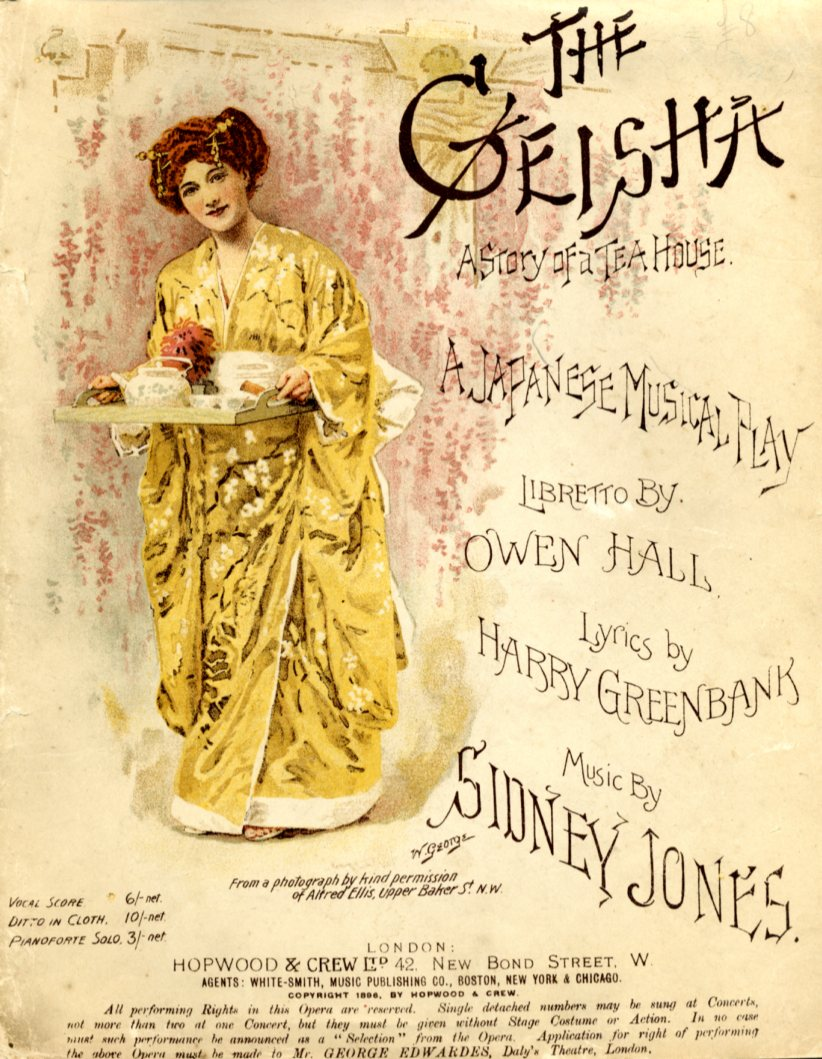
Copertina della partitura vocale

La canzone di Jones da The Geisha, The Amorous Goldfish divenne un successo spesso cantato, così come molte altre sue canzoni per questi spettacoli. The Geisha e San Toy sfruttarono la moda per le ambientazioni orientali nel teatro musicale che aveva raggiunto l'apice in The Mikado di Gilbert e Sullivan nel 1885. Questi due musical venivano spesso riproposti, registrati e ampiamente portati in tournée in Europa e in tutto il mondo di lingua inglese. Il primo diventò il lavoro teatrale in lingua inglese più frequentemente eseguito in Europa per molti decenni. Il pezzo figura nel popolare racconto di Anton Čechov, La signora con il cagnolino che fu adattato come film russo nel 1959 che presentava la sua musica, tra cui The Amorous Goldfish.
Seguirono altri musical, ma gli unici veri successi di Jones durante questo periodo furono My Lady Molly (prodotto da Jones) nel 1902 e King of Cadonia nel 1908 (prodotto da Frank Curzon), sebbene See See (con un libretto di Charles Brookfield e testi di Adrian Ross) andò ragionevolmente bene nel 1906 al Prince of Wales Theatre. Come direttore musicale all'Empire Theatre Jones scrisse i balletti The Bugle Call (1905) e Cinderella (1906), che fu interpretato nel periodo natalizio. Più tardi, tornando allo spensierato Gaiety Theatre con The Girl from Utah nel 1913 e al Daly's Theatre con The Happy Day nel 1916, Jones ottenne due ultimi successi. Tuttavia Jones, come il suo ex collaboratore Lionel Monckton, cadde vittima di cambiamenti nella moda musicale durante il periodo della prima guerra mondiale, come ritmi di danza sincopata come il ragtime e si ritirò dalla composizione.

Jones morì a casa sua a Kew, all'età di 84 anni.

## Principali lavori e collaborazioni
- 1889 Aladdin II
- 1892 Our Family Legend
- 1892 Don Juan ("Linger Longer, Loo" contributo)
- 1893 A Gaiety Girl
- 1894 An Artist's Model
- 1896 The Geisha
- 1898 A Greek Slave
- 1899 San Toy
- 1902 My Lady Molly
- 1903 The Medal and the Maid[8]
- 1905 The Bugle Call (balletto)
- 1906 Cinderella (balletto)
- 1906 See See[9]
- 1908 King of Cadonia
- 1909 A Persian Princess
- 1913 The Girl from Utah
- 1916 The Happy Day